# Frederik Jacobsen
Pour les articles homonymes, voir Jacobsen.
Frederik Jacobsen, né le 12 septembre 1876 à Copenhague et mort le 4 septembre 1922 , est un acteur danois du cinéma muet.

## Filmographie partielle
- 1911 : Les Tentations d'une Grande Ville (it) (Ved fængslets port) d'August Blom
- 1913 : Atlantis d'August Blom
- 1915 : À bas les armes ! (Ned Med Vaabnene) de Holger-Madsen
- 1915 : L'Évangéliste (it) (Evangeliemandens liv) de Holger-Madsen
- 1916 : La Fin du monde (Verdens undergang) d'August Blom
- 1918 : Le Vaisseau du ciel (Himmelskibet) de Holger-Madsen
- 1919 : Vers la lumière (en) (Mod lyset) de Holger-Madsen